# Presles (Val-d'Oise)
Presles je francouzská obec v departementu Val-d'Oise v regionu Île-de-France. V roce 2014 zde žilo 3 703 obyvatel.

## Poloha obce
Sousední obce jsou: Beaumont-sur-Oise, L’Isle-Adam, Maffliers, Mours, Nerville-la-Forêt, Nointel a Saint-Martin-du-Tertre.

## Vývoj počtu obyvatel
Počet obyvatel